# Skároš
Skároš este o comună slovacă, aflată în districtul Košice-okolie din regiunea Košice. Localitatea se află la altitudinea de 236 m deasupra n.m., se întinde pe o suprafață de 36,87 km2 și în 2017 număra 1.106 locuitori.

## Istoric
Localitatea Skároš este atestată documentar din 1270.

## Demografie
| An:                | 1994 | 2004    | 2014   | 2024   |
| ------------------ | ---- | ------- | ------ | ------ |
| Număr de persoane: | 947  | 1052    | 1117   | 1162   |
| Diferență:         |      | +11,08% | +6,17% | +4,02% |

| An:                | 2023 | 2024   |
| ------------------ | ---- | ------ |
| Număr de persoane: | 1148 | 1162   |
| Diferență:         |      | +1,21% |